# Pender Street
 (avril 2024).
Si vous disposez d'ouvrages ou d'articles de référence ou si vous connaissez des sites web de qualité traitant du thème abordé ici, merci de compléter l'article en donnant les références utiles à sa vérifiabilité et en les liant à la section « Notes et références ».
Pender Street est une rue de la ville de Vancouver, en Colombie-Britannique, au Canada. Elle est divisée en deux parties, l'une à l'ouest (West Pender Street), et l'autre à l'est (East Pender Street). Une partie de la rue traverse le quartier de Chinatown.
Elle constitue également l'arrivée du marathon de Vancouver.